# Haqui
Haqui (Aqui, Hake, Hakesian), indijansko pleme poznato samo po izvještajima La Salleove ekspedicije, po kojima su u kasnom 17. stoljeću živjeli u sjeveroistočnom Teksasu između plemena Hasinai i Kadohadacho na Red Riveru. Hodge ih pod upitnikom klasificira u caddoansku porodicu. 
Godine 1687. bili su u ratu s Cœnis Indijancima ili glavninom Caddo konfederacije. Moguće da su identični Adaima.

## Vanjske poveznice
- Thomas N. Campbell, Haqui Indians